# Piotr Tarczyński

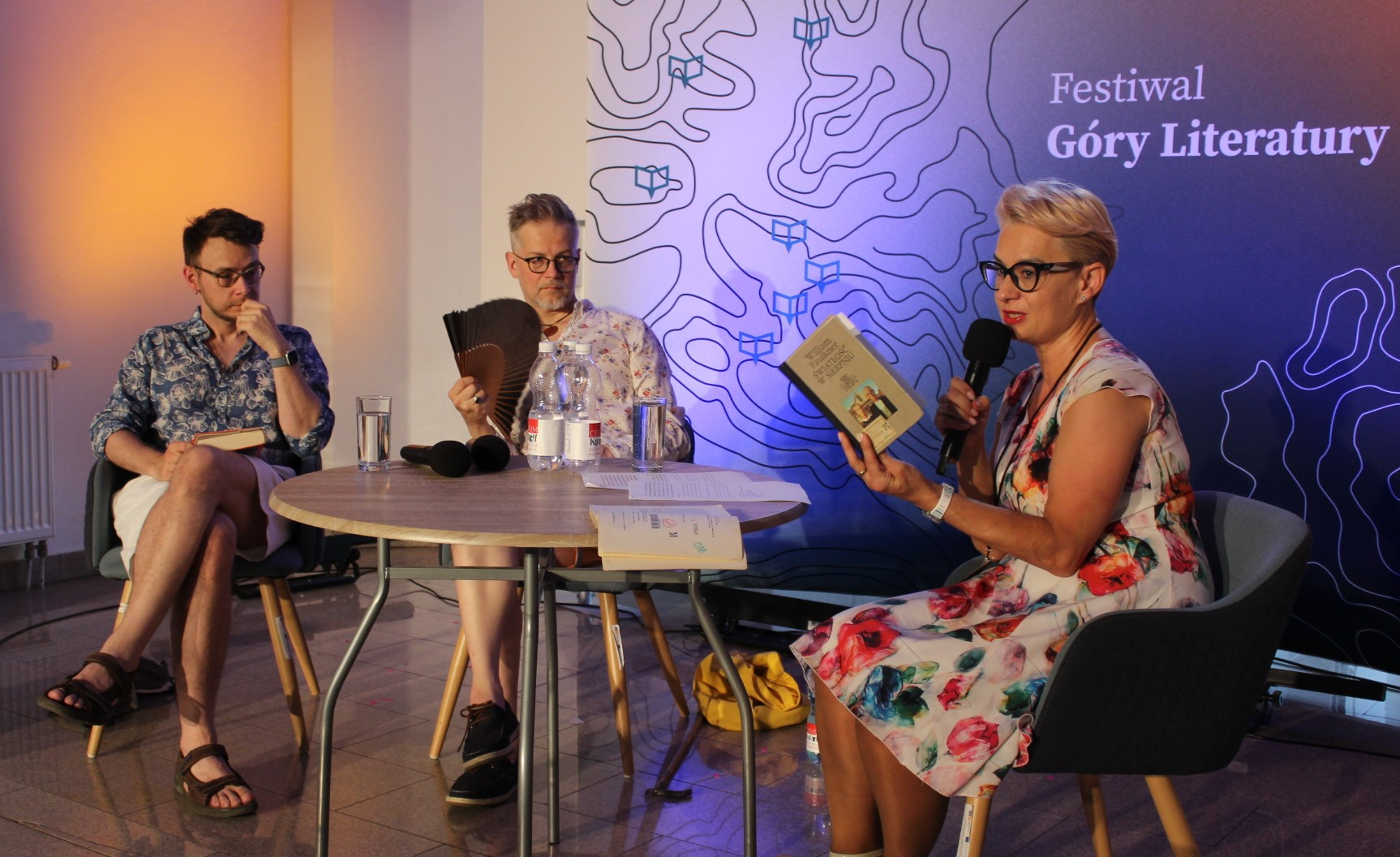
Piotr Tarczyński, Jacek Dehnel, Małgorzata Kolankowska

Piotr Michał Tarczyński (ur. 8 czerwca 1983 w Krakowie) – polski pisarz, tłumacz z języka angielskiego, amerykanista, politolog.

## Życiorys
Absolwent studiów historycznych na Uniwersytecie Jagiellońskim. W 2008 ukończył w Instytucie Ameryk i Europy Uniwersytetu Warszawskiego studia na kierunku kulturoznawstwo w zakresie Ameryki Łacińskiej. W 2015 uzyskał na UJ stopień doktora nauk społecznych w dyscyplinie nauk o polityce, na podstawie napisanej pod kierunkiem Adama Walaszka dysertacji Richard Nixon i mit złego prezydenta w amerykańskiej kulturze popularnej.
W swojej publicystyce zajmuje się relacjami między kulturą popularną a polityką oraz latynoskimi dyktaturami XX wieku. Publikował bądź publikuje w Dwutygodniku, Polityce, Gazecie Wyborczej, Tygodniku Powszechnym, Stopklatce. Tłumacz literatury anglojęzycznej; specjalizuje się w prozie, literaturze faktu, humanistyce, historii. Członek założyciel Stowarzyszenia Tłumaczy Literatury. We wrześniu 2020 wspólnie z Łukaszem Pawłowskim rozpoczął prowadzenie cotygodniowego „Podkastu amerykańskiego” na temat polityki i historii USA.
Od 2015, wspólnie z Jackiem Dehnelem, tworzy cykl powieści kryminalnych osadzonych w realiach Krakowa z przełomu XIX i XX wieku. Powieści są publikowane pod wspólnym pseudonimem „Maryla Szymiczkowa”. Książka Tajemnica Domu Helclów została w październiku 2015 wyróżniona jako Krakowska Książka Miesiąca. W 2020 była nominowana do EBRD Literature Prize (w tłumaczeniu Antoni Lloyd-Jones). Jego tłumaczenie „Sprzedawczyka” Paula Beatty’ego otrzymało w lutym 2019 wyróżnienie książki miesiąca Magazynu Literackiego „Książki”. Za przekład Światłości w sierpniu Williama Faulknera nominowany do Nagrody Literackiej Gdynia.
Mieszkał w Warszawie na Powiślu, od marca 2020 w Berlinie. Działał w stowarzyszeniu Miasto Jest Nasze. Od 2003 jest w związku z pisarzem Jackiem Dehnelem. W listopadzie 2018 para zawarła w Londynie związek małżeński.

## Twórczość
Jako Piotr Tarczyński:
- Piotr Tarczyński: Rozkład. O niedemokracji w Ameryce. Kraków: Społeczny Instytut Wydawniczy „Znak”, 2023. ISBN 978-83-240-9230-7. Brak numerów stron w książce

Jako Maryla Szymiczkowa (wspólnie z Jackiem Dehnelem):
- Maryla Szymiczkowa: Tajemnica domu Helclów. Kraków: Społeczny Instytut Wydawniczy „Znak”, 2015, s. 282. ISBN 978-83-240-3505-2.
- Maryla Szymiczkowa: Rozdarta zasłona. Kraków: Społeczny Instytut Wydawniczy „Znak”, 2016, s. 315. ISBN 978-83-240-3687-5.
- Maryla Szymiczkowa: Seans w Domu Egipskim. Kraków: Znak Litera Nova – Społeczny Instytut Wydawniczy „Znak”, 2018, s. 298. ISBN 978-83-240-4785-7.
- Maryla Szymiczkowa: Złoty róg. Kraków: Społeczny Instytut Wydawniczy „Znak”, 2020, s. 317. ISBN 978-83-240-7111-1.
- Maryla Szymiczkowa: Śmierć na Wenecji. Kraków: Społeczny Instytut Wydawniczy "Znak", 2023, s. 352. ISBN 978-83-240-7473-0

Przekłady
- David Olusoga, Casper W. Erichsen: Zbrodnia Kajzera. Piotr Tarczyński (tłum.). Warszawa: Wydawnictwo Wielka Litera, 2012, s. 512. ISBN 978-83-63387-50-1.
- Edmund White: Hotel de Dream: powieść nowojorska. Piotr Tarczyński (tłum.). Wrocław: Biuro Literackie, 2012, s. 202. ISBN 978-83-63129-03-3.
- Adam Hochschild: Duch króla Leopolda: opowieść o chciwości, terrorze i bohaterstwie w kolonialnej Afryce. Piotr Tarczyński (tłum.). Warszawa: Świat Książki – Weltbild Polska, 2012, s. 461. ISBN 978-83-7799-498-6.
- Alan Riding: A zabawa trwała w najlepsze: życie kulturalne w okupowanym Paryżu. Piotr Tarczyński (tłum.). Warszawa: Świat Książki – Weltbild Polska, 2012, s. 448. ISBN 978-83-7799-138-1.
- Carl Bernstein, Bob Woodward: Wszyscy ludzie prezydenta. Piotr Tarczyński (tłum.). Warszawa: Narodowe Centrum Kultury: Agora, 2013, s. 454. ISBN 978-83-268-1303-0.
- Kirstin Downey: Izabela: wojownicza królowa. Piotr Tarczyński (tłum.). Warszawa: Wydawnictwo W.A.B., 2016, s. 671. ISBN 978-83-280-3666-6.
- Adam Hochschild: Pogrzebać kajdany: wizjonerzy i buntownicy w walce o zniesienie niewolnictwa. Piotr Tarczyński (tłum.). Wołowiec: Wydawnictwo Czarne, 2016, s. 492. ISBN 978-83-8049-146-5.
- Peter Frankopan: Jedwabne szlaki: nowa historia świata. Piotr Tarczyński, Szymon Żuchowski (tłum.). Warszawa: Wydawnictwo W.A.B., 2018, s. 703. ISBN 978-83-280-2691-9.
- Paul Beatty: Sprzedawczyk. Piotr Tarczyński (tłum.). Katowice: Wydawnictwo Sonia Draga, 2018, s. 331. ISBN 978-83-8110-108-0.
- Michael Chabon: Niesamowite przygody Kavaliera i Claya. Piotr Tarczyński (tłum.). Warszawa: Wydawnictwo W.A.B., 2019, s. 798. ISBN 978-83-280-6700-4.
- Uzodinma Iweala: Ani złego słowa. Piotr Tarczyński (tłum.). Poznań: Wydawnictwo Poznańskie, 2019, s. 269. ISBN 978-83-66381-97-1.
- Anne Applebaum: Zmierzch demokracji: zwodniczy powab autorytaryzmu. Piotr Tarczyński (tłum.). Warszawa: Wydawnictwo Agora, 2020, s. 227. ISBN 978-83-268-4106-4.
- David Sedaris: Calypso. Piotr Tarczyński (tłum.). Warszawa: Wydawnictwo Filtry, 2020, s. 306. ISBN 978-83-957973-0-9.
- Adam Hochschild: Duch króla Leopolda. Piotr Tarczyński (tłum.). Warszawa: Wydawnictwo Świat Książki, 2022. ISBN 978-83-8289-546-9. Brak numerów stron w książce
- William Faulkner: Światłość w sierpniu. Piotr Tarczyński (tłum.). Warszawa: Znak Literanova, 2023. ISBN 978-83-240-8335-0. Brak numerów stron w książce